# Carpella pura
Carpella pura är en fjärilsart som beskrevs av Paul Dognin 1904. Carpella pura ingår i släktet Carpella och familjen mätare. Inga underarter finns listade i Catalogue of Life.